# Penske Automotive Group
Penske Automotive Group, Inc. (PAG) er en multinational amerikansk bilkoncern med hovedkvarter i Bloomfield Hills, Michigan. De har bilforhandler- autoværkstedskæde med 352 filialer i USA, Canada og Vesteuropa. De sælger bl.a. biler, lastbiler og traktorer. Penske Automotive Group er børsnoteret på New York Stock Exchange og 40 % af selskabet er ejet af Penske Corporation. I 2024 havde de 28.900 ansatte og i det samme regnskabsår omsatte de for 30,5 mia. US $.
Penske Automotive blev etableret som United Automotive Group i 1990 af Marshall S. Cogan. Penske Corporation og Roger Penske opkøbte en del af virksomheden i maj 1999.